# 张曦
张曦（1945年11月—），浙江宁波人，原浙江大学中共党委书记。

## 工作经历
毕业于原杭州大学（今浙江大学）政治系。1967年9月，参加工作。1967年9月-1983年12月，先后就职于浙江省宁波市宁海县、镇海县基层。1984年1月-1985年9月，担任浙江省镇海县（现宁波市镇海区）副县长。1985年6月，加入中国共产党。1985年9月-1989年12月，先后担任浙江省宁波市镇海区区委副书记、区长。1989年12月-1990年6月，担任浙江省宁波市镇海区区委书记。
1990年6月-1993年2月，先后担任有浙江省广播电视厅副厅长、党组副书记、纪检组长。1992年7月，开始兼任浙江电视台台长。1993年2月-1997年2月，担任有浙江省文化厅厅长、党组书记。1997年2月-1999年12月，先后担任浙江日报社总编辑，浙江日报社社长、总编辑和党委书记。1999年12月-2000年4月，担任浙江省委副秘书长，浙江省委办公厅主任。2000年4月-2000年12月，担任浙江省委秘书长，浙江省委办公厅主任。2000年12月-2003年2月，先后担任浙江省委常委、省委秘书长和办公厅主任。2003年2月-2004年7月，担任浙江省委常委、省委秘书长。2004年7月-2004年11月，先后担任浙江省委常委、省委秘书长。2004年11月-2005年12月，任浙江省委常委、浙江大学党委书记。2005年12月-2011年2月，任浙江大学党委书记。

## 其他任职
张曦并是中共十五大和十六大的代表。